# Camps de filtration russes

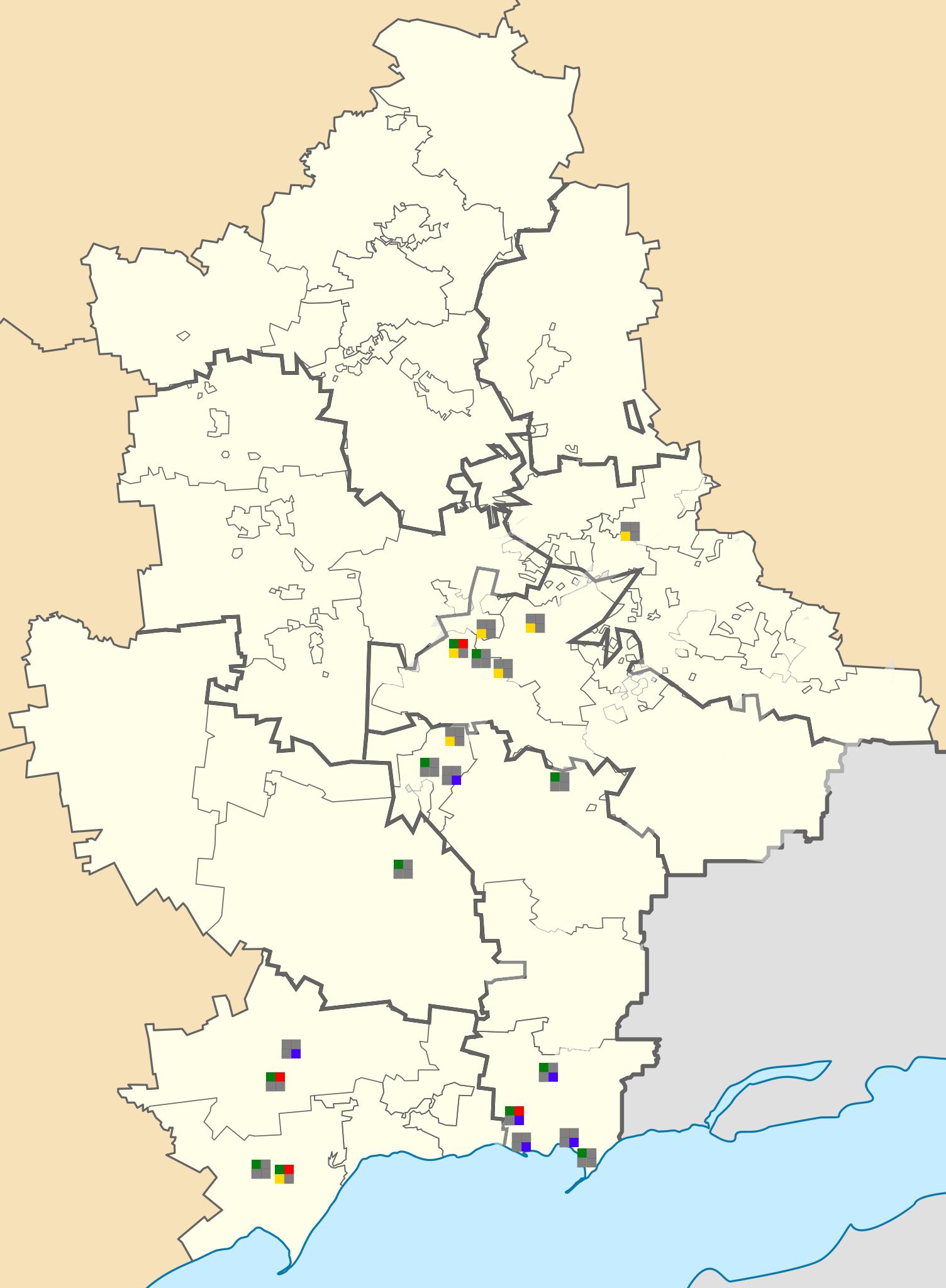
Camps de filtration russes dans l'oblast de Donetsk, Ukraine. Redessiné à partir de

Des camps de filtration, parfois dénommés « centres de triage », ont été utilisés par les forces russes lors de l'invasion de l'Ukraine par la Russie de 2022, afin de « trier » les Ukrainiens présents dans les zones tombées sous leur contrôle, et d'en déporter, notamment vers la Russie,,,.

## Camps et déportation
Le 27 mars, après un mois de conflit, la vice-Première ministre ukrainienne Iryna Verechtchouk déclare que 40 000 personnes ont été déplacées d'Ukraine vers des territoires sous contrôle russe sans coordination avec le gouvernement ukrainien, parmi lesquels on estime que 5 000 habitants de Marioupol sont retenus dans un camp temporaire à Bezimenne, à l'est de Mariupol, visible sur des images satellite. Le 30 mars, plus de 400 000 Ukrainiens ont été « déplacés de force vers la Russie », selon la médiatrice ukrainienne pour les droits de l'homme Lyudmyla Denisova.
Le 8 mai, Mikhaïl Mizintsev, chef du Centre de gestion de la défense nationale de Russie, déclare que 1 185 791 personnes ont été transférées en Russie. Les responsables ukrainiens comparent ces pratiques à celles des camps de filtration en Tchétchénie. Des responsables ukrainiens déclarent que le FSB « travaille » avec des Ukrainiens dans des camps de filtration à Krasnodar et Taganrog qui se voient proposer des emplois à Sakhaline, à l'extrême est de la Russie,.
Le gouvernement russe nie avoir expulsé de force des Ukrainiens vers la Russie et qualifie ces expulsions d'« évacuation ». Selon le Byline Times, les camps de filtration en Ukraine sont utilisés comme moyen de réapprovisionner la main-d'œuvre russe.
En août 2022, le département d’État des États-Unis et l'université Yale ont pu identifier 21 camps de filtration, tous dans des zones occupées par l'armée russe.
Début septembre, le Haut commissariat aux droits de l’Homme de l'ONU a pu également confirmer la mise en place de centres de « triage » par les forces armées russes,qui y collectent les « données personnelles et biométriques » des « personnes quittant une zone de combat ou traversant un territoire sous contrôle russe ». L'Organisation des Nations unies accuse également la Russie d'y organiser « des transferts forcés d’enfants non accompagnés vers le territoire occupé par la Russie ou vers la fédération de Russie ».

### Marioupol
Des témoins ont déclaré que les troupes russes avaient ordonné aux femmes et aux enfants de sortir d'un abri anti-aérien à Marioupol le 15 mars 2022. Un témoin a déclaré qu'ils avaient été emmenés de force en bus avec deux ou trois cents autres personnes à Novoazovsk, où ils ont dû attendre des heures à l'intérieur des bus jusqu'à ce qu'on leur ordonne de traverser un groupe de tentes jusqu'à ce qu'on appelait un camp de filtration. L'imagerie satellite montre un groupe de tentes à Bezimenne, près de Novoazovsk. Des représentants de la république populaire de Donetsk et de la république populaire de Louhansk ont déclaré qu'ils avaient mis en place un "camp de 30 tentes" d'une capacité de 450 personnes.
Le journal du gouvernement russe Rossiyskaya Gazeta a déclaré que 5 000 Ukrainiens avaient été traités dans le camp de Bezimenne et qu'ils avaient effectué des contrôles pour empêcher "les nationalistes ukrainiens d'infiltrer la Russie déguisés en réfugiés afin d'éviter les sanctions". Un témoin a déclaré qu'elle avait été longuement interrogée par des hommes qui disaient appartenir au FSB. Elle a été interrogée sur ses antécédents et a qualifié l'interrogatoire de "très dégradant". Le groupe a ensuite été emmené à Rostov.
Des hommes ont déclaré avoir été fouillés à nu par des soldats russes à la recherche de tatouages et ont été interrogés sur leurs opinions politiques et leurs liens avec le régiment Azov.

## Réactions
Tanya Lokshina, directrice de Human Rights Watch pour l'Europe et l'Asie, déclare : « En vertu du droit international relatif aux droits humains, un déplacement ou un transfert forcé ne signifie pas nécessairement que des personnes ont été forcées de monter dans un véhicule sous la menace d'une arme, mais plutôt qu'ils se sont retrouvés dans une situation qui ne leur laissait pas le choix ». Elle souligne que la quatrième Convention de Genève interdit « les transferts forcés individuels ou massifs, ainsi que les déportations de personnes protégées du territoire occupé, sont interdits, quel que soit leur motif ».
Début avril, la militante des droits de l'homme Svetlana Gannouchkina déclare avoir reçu des dizaines de demandes de personnes bloquées en Russie, principalement autour de Rostov.
L'Ambassadeur des États-Unis aux Nations unies Linda Thomas-Greenfield déclare « Je n'ai pas besoin de préciser ce que ces soi-disant 'camps de filtration' rappellent. C'est effrayant et nous ne pouvons pas détourner le regard ». Elle cite des informations selon lesquelles des agents du FSB auraient confisqué des passeports, des cartes d'identité et des téléphones portables, ainsi que des informations faisant état de familles ukrainiennes séparées. L'envoyé américain auprès de l'OSCE, Michail Carpenter, déclare au Conseil permanent de l'organisation que, selon des informations crédibles, des civils ukrainiens dans les camps de filtration ont été interrogés, et que les personnes soupçonnées de liens avec des médias indépendants ou l'armée ont été battues ou torturées avant d'être transférées à Donetsk, région « où ils auraient disparu ou auraient été assassinés ».